# Ōza 1974
L'Ōza 1974 è stata la ventiduesima edizione del torneo goistico giapponese Ōza.

## Svolgimento

### Fase preliminare
La fase preliminare serve a determinare chi accede al torneo per la selezione dello sfidante. Consiste in una serie di tornei preliminari iniziali, i cui vincitori si qualificano al torneo per la determinazione dello sfidante.
- W indica vittoria col bianco
- B indica vittoria col nero
- X indica la sconfitta
- +R indica che la partita si è conclusa per abbandono
- +N indica lo scarto dei punti a fine partita
- +F indica la vittoria per forfeit
- +T indica la vittoria per timeout
- +? indica una vittoria con scarto sconosciuto
- V indica una vittoria in cui non si conosce scarto e colore del giocatore

|  | Primo turno         | Primo turno         | Primo turno |  |  | Secondo turno       | Secondo turno       | Secondo turno   |  |                 | Semifinali      | Semifinali    | Semifinali |  |  | Finale | Finale | Finale |
|  |                     |                     |             |  |  |                     |                     |                 |  |                 |                 |               |            |  |  |        |        |        |
|  | Yutaka Shiraishi    |                     |             |  |  |                     |                     |                 |  |                 |                 |               |            |  |  |        |        |        |
|  | Yoshio Ishida       | Yoshio Ishida       | W+0,5       |  |  | Yoshio Ishida       | Yoshio Ishida       | B+R             |  |                 |                 |               |            |  |  |        |        |        |
|  | Toshihiro Shimamura | Toshihiro Shimamura | W+R         |  |  | Toshihiro Shimamura | Toshihiro Shimamura |                 |  |                 |                 |               |            |  |  |        |        |        |
|  | Hideo Otake         | Hideo Otake         |             |  |  |                     |                     |                 |  | Yoshio Ishida   | Yoshio Ishida   | B+R           |            |  |  |        |        |        |
|  | Toshiro Yamabe      | Toshiro Yamabe      | B+R         |  |  |                     | Toshiro Yamabe      | Toshiro Yamabe  |  |                 |                 |               |            |  |  |        |        |        |
|  | Yutaro Nakamura     | Yutaro Nakamura     |             |  |  | Toshiro Yamabe      | Toshiro Yamabe      | B+T             |  |                 |                 |               |            |  |  |        |        |        |
|  | Kunio Ishii         | Kunio Ishii         |             |  |  | Hosai Fujisawa      | Hosai Fujisawa      |                 |  |                 |                 |               |            |  |  |        |        |        |
|  | Hosai Fujisawa      | Hosai Fujisawa      | W+R         |  |  |                     |                     |                 |  |                 | Yoshio Ishida   | Yoshio Ishida | B+R        |  |  |        |        |        |
|  | Hideyuki Fujisawa   | Hideyuki Fujisawa   | B+T         |  |  |                     | Masaki Takemiya     | Masaki Takemiya |  |                 |                 |               |            |  |  |        |        |        |
|  | Shuzo Ohira         | Shuzo Ohira         |             |  |  | Hideyuki Fujisawa   | Hideyuki Fujisawa   |                 |  |                 |                 |               |            |  |  |        |        |        |
|  | Masaki Takemiya     | Masaki Takemiya     | B+R         |  |  | Masaki Takemiya     | Masaki Takemiya     | W+3,5           |  |                 |                 |               |            |  |  |        |        |        |
|  | Takeshi Sakai       | Takeshi Sakai       |             |  |  |                     |                     |                 |  | Masaki Takemiya | Masaki Takemiya | B+3,5         |            |  |  |        |        |        |
|  | Tatsuaki Iwata      | Tatsuaki Iwata      | W+2,5       |  |  |                     | Eio Sakata          | Eio Sakata      |  |                 |                 |               |            |  |  |        |        |        |
|  | Yasumasa Hane       | Yasumasa Hane       |             |  |  | Tatsuaki Iwata      | Tatsuaki Iwata      |                 |  |                 |                 |               |            |  |  |        |        |        |
|  |                     |                     |             |  |  | Eio Sakata          | Eio Sakata          | B+R             |  |                 |                 |               |            |  |  |        |        |        |
|  |                     |                     |             |  |  |                     |                     |                 |  |                 |                 |               |            |  |  |        |        |        |

### Finale
La finale è una sfida al meglio delle tre partite.